# Uddeholmskoncernen
Uddeholmskoncernen var tidigare ett svenskt järn- och skogsindustriföretag. Idag är Uddeholm uteslutande koncentrerat på ståltillverkning, i huvudsak verktygsstål. Koncernen växte fram på 1600- och 1700-talet ur Uddeholms bruk (Stjärnsfors bruk 1668) och kom bland annat att omfatta järnverken i Hagfors, Degerfors, Munkfors och Nykroppa, Skoghallsverkens pappers- och massaindustri, en omfattande skogsindustri, Storfors rörverk, egen kraftverksrörelse och stora lantbruk. 

## Historik
Stjärnfors bruk, senare kallat Uddeholms bruk grundades 1668. Under Bengt Gustaf Geijers ledning på 1720-talet utvecklades bruket till landets näst största järnbruk. År 1829 övertogs Munkfors bruk. 1854 anlades en ångsåg vid Skoghall. År 1873 togs beslut att anlägga järnverk, Hagfors bruk, i Hagfors. År 1909 övertogs Storforskoncernen. År 1914 beslutades att skogsrörelsen skulle koncentreras till Skoghall. År 1967 övertogs Mölnbacka-Trysilkoncernen. År 1978 fusionerades skogsrörelsen med Billerud AB. Gruvrörelsen avvecklades 1980 när Persbergsgruvorna stängdes. 
Koncernen genomgick en stor förändring under den stora strukturomvandlingen i svensk stålindustri 1979-1984. Pappers-, massa- och skogsindustrierna ingår numera i Stora Enso och Bergvik skog, enda delen av stålindustrin, Degerfors, tillhör idag Outokumpu Stainless, och kraftverken Fortum.
De kvarvarande delarna, i huvudsak Uddeholms AB, ingår sedan 1991 i den österrikiska koncernen Böhler-Uddeholm, idag en division inom voestalpine AG. Uddeholms AB hette 1991-2010 Uddeholm Tooling AB.